# Tityus shiriana
Espèce
Tityus shiriana est une espèce de scorpions de la famille des Buthidae.

## Distribution
Cette espèce est endémique de l'État d'Amazonas au Venezuela. Elle se rencontre vers Río Negro.

## Publication originale
- González-Sponga, 1991 : « Arácnidos de Venezuela. Escorpiones del tepui La Neblina, Territorio Federal Amazonas. (Scorpionida: Chactidae: Butidae). » Boletín de la Academia de Ciencias Físicas, Matemáticas y Naturales, vol. 51, no 163/164, p. 11-62.